# St. Vitus (Derndorf)

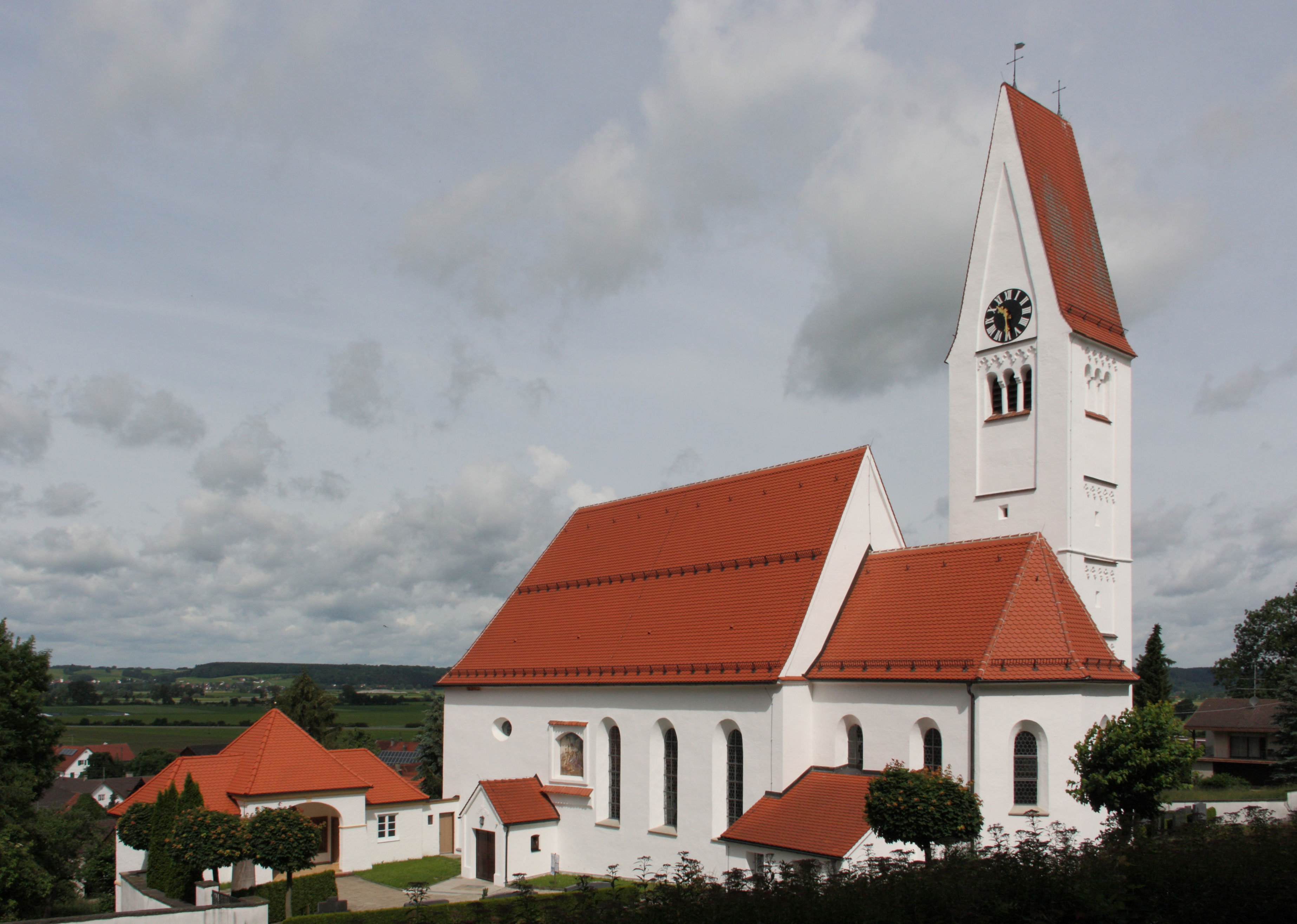
St. Vitus in Derndorf

Die römisch-katholische Filialkirche St. Vitus, eine ehemalige Wallfahrtskirche, steht in Derndorf, einem Gemeindeteil des Marktes Kirchheim in Schwaben im Landkreis Unterallgäu in Bayern. Das Bauwerk ist in der Liste der Baudenkmäler in Kirchheim in Schwaben als Baudenkmal unter der Nr. D-7-78-158-21 eingetragen.

## Beschreibung

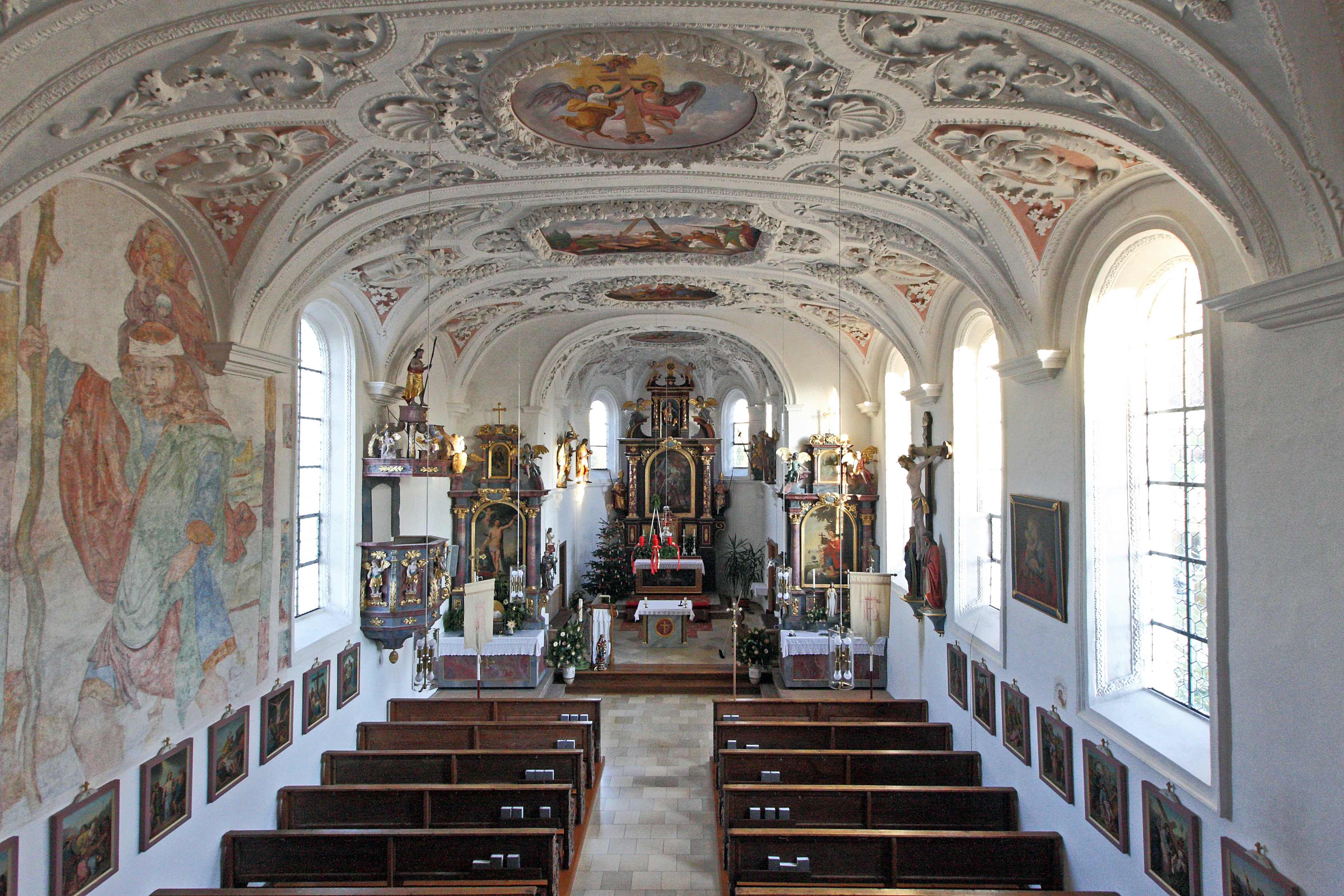
Blick zum Chor

Die Saalkirche wurde um 1490 erbaut. Sie besteht aus einem Langhaus, einem eingezogenen, dreiseitig geschlossenen Chor im Osten, einem Chorflankenturm an der Nordwand und der Sakristei an der Südwand des Chors. Wegen der vielen Pilger wurde das Langhaus 1702 nach Westen verlängert. Der quer mit einem Satteldach bedeckte Chorflankenturm beherbergt im obersten Geschoss hinter den als Triforien gestalteten Klangarkaden den Glockenstuhl mit drei Kirchenglocken. In den Giebeln des sind die Zifferblätter der Turmuhr untergebracht. 
Der Innenraum des Langhauses ist mit einem Stichkappengewölbe überspannt. Zur Kirchenausstattung gehört ein Hochaltar von 1680, der von den Statuen des heiligen Ulrich und des heiligen Konrad flankiert wird. Auf dessen Altarretabel die Kreuzabnahme dargestellt ist. Im Altarauszug ist der heilige Vitus dargestellt.